# Software colaborativo

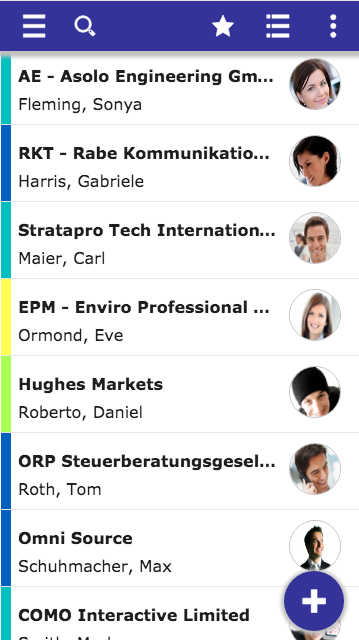
Captura de pantalla del software colaborativo EGroupware.

Software colaborativo o groupware se refiere al conjunto de programas informáticos que integran el trabajo en un solo proyecto, con muchos usuarios concurrentes, que se encuentran en diversas estaciones de trabajo, conectadas a través de una red (internet o intranet).

## Definición
En su función más elemental, las organizaciones establecen equipos tanto para responder a problemas que hayan ocurrido como para prevenir que en primer lugar ocurran. Carstensen y Schmidt (1993)  exponen cuatro actividades generales que realizan los equipos: recomendar, hacer, inventar o poner en movimiento.
El término groupware hace referencia a los métodos y herramientas de software que facilitan el trabajo en grupo, mejorando su rendimiento, y contribuyen a que personas que están localizadas en puntos geográficos diferentes puedan trabajar a la vez, ya sea directamente o de forma anónima, a través de las redes. Muchos expertos coinciden en que los equipos son la unidad primaria de rendimiento en cualquier organización. Hoy en día existe un nuevo tipo de equipo "virtual", equipo formado por personas que se comunican electrónicamente. 

La colaboración se está convirtiendo en un elemento cada vez más importante en la economía de hoy, el compartir información y conocimiento son componentes vitales de una verdadera relación de colaboración. El groupware busca apoyar el trabajo que se realiza por grupos y equipos, teniendo en cuenta los aspectos de la colaboración que son necesarios para cosechar el máximo de ventajas. Es una herramienta tecnológica muy útil en nuestros tiempos ya que podemos integrar nuestros conocimientos teóricos con la tecnología.Cada vez más los grupos y las organizaciones tienen que adaptar sus procesos a los cambios rápidos que traen las nuevas tecnologías, las nuevas demandas del cliente, o los nuevos competidores. Como alternativa, muchas organizaciones utilizan sistemas de ayuda a las comunicaciones o Groupware para apoyar sus procesos rápidamente cambiantes y no rutinarios. Pero estos sistemas requieren típicamente que los usuarios realicen mucho trabajo por ellos mismos para no perder de vista y entender los
procesos en curso. Algunos autores definen groupware de manera poco precisa, como cualquier aplicación que trabaje en red y que permita que los individuos compartan datos puede caer en la categoría del groupware. Otros autores como Robert Johansen define groupware como "herramientas computacionales especializadas diseñadas para el uso de grupos de trabajo colaborativos."

## Historia
En su forma moderna, el concepto ha sido propuesto por el programa informático de Lotus con la aplicación popular Lotus Notes relacionado con un servidor Lotus Domino (Lotus Domino Server); algunas revisiones históricas argumentan que el concepto fue anticipado antes por sistemas monolíticos como el NLS. El programa informático que utiliza Wikipedia es un ejemplo de un programa informático colaborativo, que además es software libre, por lo que ha sido diseñado sin las limitaciones de los programas informáticos propietarios en cuanto a tratos, y sin las limitaciones de jerarquización social.

## Tipos de colaboración
El software colaborativo se puede dividir en tres categorías : herramientas de colaboración-comunicación, herramientas de conferencia y herramientas de gestión colaborativa o en grupo.
- Herramientas de comunicación electrónica que envían mensajes, archivos, datos o documentos entre personas y facilitan la compartición de información (colaboración asíncrona), como por ejemplo:
  - Correo electrónico.
  - Correo de voz.
  - Publicación en web.
- Herramientas de conferencia que facilitan la compartición de información, de forma interactiva (colaboración síncrona), como por ejemplo:
  - Conferencia de datos - PC en red que comparten un espacio de presentación compartido que cada usuario puede modificar.
  - Conferencias de voz - teléfonos que permiten interactuar a los participantes.
  - Conferencias de video (o audio conferencia) - PC en red que comparten señales de audio o video.
  - Salas de chat o mensajería instantánea - una plataforma de discusión que facilita el intercambio inmediato de mensajes.
  - Sistemas para facilitar reuniones - un sistema de conferencias integrado en una sala. Estas salas suelen disponer de un avanzado sistema de sonido y presentación que permite una mejor interacción entre participantes en una misma sala o entre salas separadas. Ejemplos de ello son los sistemas de soporte a decisiones.
- Herramientas de gestión colaborativa que facilitan las actividades del grupo, como por ejemplo:
  - Calendarios electrónicos - para acordar fechas de eventos automáticamente y enviar notificaciones y recordatorios a los participantes.
  - Sistemas de gestión de proyectos - para organizar y hacer seguimiento de las acciones en un proyecto hasta que se finaliza.
  - Sistemas de control de flujo de actividad - para gestionar tareas y documentos en un proceso organizado de forma estructurada (burocracia).
  - Sistemas de gestión del conocimiento - para recoger, organizar, gestionar y compartir varios tipos de información.
  - Sistemas de soporte a redes sociales - para organizar las relaciones de colectivos.

## Beneficios
Groupware se puede utilizar para comunicarse, para cooperar y para coordinar. Las actividades de comunicación y coordinación de los miembros del equipo son facilitadas por las tecnologías que tienden un puente sobre las diferencias de tiempo, espacio, y el nivel de ayuda del grupo.
Algunos beneficios que se buscan al implementar groupware para el trabajo en proyectos son: el groupware estimula la cooperación dentro de una organización y ayuda a las personas a comunicarse y colaborar en proyectos comunes; el groupware coordina gente y procesos; el groupware ayuda a definir el flujo de documentos y después definen el trabajo que se debe hacer para terminar un proyecto; el groupware proporciona a los usuarios una manera única para compartir información, construyéndola en documentos estructurados. El documento se convierte entonces en el lugar central en donde se almacena la información compartida.
Idealmente, el groupware debe poder ayudar a cada persona en un proyecto de colaboración a realizar su trabajo en específico de una manera más eficiente.
La carencia de una "estructuración explícita de la organización " es al mismo tiempo tanto una desventaja como una ventaja. Es desventajosa porque el groupware tradicional no tiene ningún “gancho” para integrar la información de los procesos de negocio, lo cual es importante para integrar los recursos y los procesos. La ventaja de la carencia de la información explícita de la estructura de organización es por un lado, el hecho de que tales sistemas se pueden utilizar en todos los ajustes de organización sin muchos esfuerzos anteriores de configuración y en segundo lugar este conduce a incrementar la flexibilidad del personal, como lo demuestra la proliferación del uso de los sistemas de correo electrónico en trabajo en equipo.

## Trabajar desde casa
Para algunas personas, que trabajan solos en casa es una opción excelente. Otros encuentran la idea un poco solitaria y en cierto modo desconcertante. Sin embargo se sienten acerca de los equipos virtuales, hay más y más de ellos, y ofrecen algunos beneficios definidos. Revisar casos de estudio de Morgan (2012).
Por un lado, no hay necesidad de una oficina o espacio de estacionamiento. Por otro lado, más gente puede ser incluida en el grupo de trabajo. La contaminación del aire y la congestión se reducen cuando la gente no se desplaza. Lo Virtual ofrece trabajo en equipo más flexibilidad para los trabajadores y las organizaciones.

## Aplicaciones

### Brainstorming electrónico
Brainstorming o lluvia de ideas tiene como finalidad la de potenciar la creatividad intentando eliminar posibles limitaciones cognitivas y sociales. El brainstorming electrónico es una variante del brainstorming tradicional (cara a cara). El procedimiento del brainstorming electrónico consiste en tener al grupo conectado por tecnologías telemáticas, teniendo un facilitador que coordine la interacción. El brainstorming electrónico destaca frente al tradicional (ya que este en ocasiones perjudica el rendimiento del grupo), en que no se produce el bloqueo en la producción de ideas, ya que los participantes pueden intervenir en el momento en que lo crean oportuno sin tener que guardar turno. Tampoco se produce la interferencia cognitiva, puesto que las ideas van quedando almacenadas y no se interrumpe la línea de pensamiento. Pero la velocidad de expresión es más reducida al tener que comunicarse por escrito en vez de oralmente.
Las aportaciones que hagan los miembros pueden ser o no anónimas (produciéndose en el anónimo una reducción en la aprensión a la evaluación, aunque esto puede elevar la holgazanería social) y a tiempo real o no.

### Grupos de discusión en línea
Debido al desarrollo de la tecnología de las comunicaciones cada vez se emplea de forma más habitual los grupos de discusión en línea, ya que facilita el reunir expertos que se encuentren a grandes distancias, además de contar con ventajas como el ahorro y la rapidez.
Para el desarrollo de este tipo de discusiones hay que seguir una serie de fases como la selección del grupo de discusión y la elaboración del programa de chat que permita una fácil comunicación.
El procedimiento a seguir es el mismo que en una discusión en vivo:
1. Se concierta el momento para realizar la comunicación y se cuenta con un moderador que vaya dando las indicaciones pertinentes.
2. El uso de este método cuenta con grandes ventajas como la reducción de presupuesto destinado al proyecto, permite utilizar muestras geográficas más amplias, o el hecho de poder almacenar la información.
3. Pese a las similitudes, gran cantidad de autores consideran que este tipo de comunicación supone ya una forma nueva de comunicarse, cuyo objetivo es crear un medio rico que facilite la comunicación apoyándose en el empleo de las nuevas tecnologías.

### Técnica Delphi en línea
La técnica Delphi (cuyo nombre proviene del Oráculo de Delfos) es una metodología de investigación multidisciplinar que sirve para realizar pronósticos.
El objetivo de esta técnica es el de conseguir un consenso basado en la discusión entre expertos mediante la realización de cuestionarios. Estos contestan un primer cuestionario y sus resultados sirven como retroalimentación para rellenar una serie de cuestionarios posteriores hasta que se llega a un consenso. Tras este proceso, el responsable del estudio elabora de forma estadística los resultados obtenidos.

### Workflow
El flujo de trabajo o workflow hace referencia a la gestión modelada y computarizada de todas las tareas que deben llevarse a cabo y de los distintos protagonistas involucrados en realizar el proceso de negocios (también llamado proceso operativo). También puede traducirse el término workflow como gestión electrónica de procesos de negocios.
Un proceso de negocios representa interacciones bajo la forma de un intercambio de información entre los distintos protagonistas, por ejemplo:
- Personas
- Aplicaciones o servicios
- Procesos de terceros

En la práctica, un Workflow puede describir:
- El circuito de validación.
- Las tareas que deben realizarse entre los distintos participantes de un proceso.
- Los plazos que deben respetarse.
- Los modos de validación.

## Programas informáticos colaborativos
- Sironta, aplicación P2P para el intercambio, creación y edición de documentos que requieren trabajo en grupo.
- 3DEXPERIENCE, plataforma de colaboración empresarial para la Industria que cuenta con una interfaz única y fácil de usar. Especialmente diseñada para gestionar proyectos, compartir información crítica de negocio y gestionar de forma unificada los procesos de diseño, análisis, simulación y desarrollo de productos.
- Workflux.net solución para administración, distribución y control de archivos y proyectos empresariales en español.
- eGroupWare solución de trabajo en grupo vía web, de código abierto.
- OpenGroupWare solución de trabajo en grupo vía web, de código abierto (Sitio WEB no actualizado desde 2009)
- Assembla, herramientas de colaboración en línea para el desarrollo de software (wikis, mensajes, archivos compartidos, integración con Gdoc, repositorios, seguimiento de tareas y defectos.
- Zimbra Collaboration Suite solución de trabajo en grupo (en varios idiomas, soporta correo, directorio, agenda, mensajería instantánea, calendario, espacios de trabajo).
- TalkAndWrite (software interactivo en tiempo real que simula la interacción de dos personas que trabajan una al lado de la otra en un documento en común).
- phpgroupware (en inglés, aunque cuenta con un demo con libre acceso en el cual pueden cambiarse las preferencias a idioma español).
- Kolab (en varios idiomas, soporta correo, directorio, agenda y nativamente interactúa con KDE).
- MediaWiki (el programa informático que utiliza Wikipedia).
- BSCW, entorno telemático basado en espacios compartidos de trabajo. Las siglas corresponden a "Soporte básico para trabajo cooperativo". Comercial, con licencias gratuitas para fines educativos y está traducido, entre otros idiomas, al castellano.
- Synergeia adaptación del entorno BSCW al mundo educativo. Es gratuito y está traducido, entre otros idiomas, al español.
- Redianet aplicación para aprovechar una sala o aula con PC en red para colaboración y la compartición de medios.
- XMPP, sistema de mensajería instantáneo.
- Isabel, sistema de videoconferencia distribuido y en grupo.
- Applications Server.
- Coneix, intranet para la gestión de proyectos implementada en PHP y MySQL.
- Moodle, aplicación educativa; programa de gestión de cursos.
- K3-exchange (K3x) Soluciones para mejoras de productividad que combinan tecnologías del conocimiento y colaboración.
- Open-Xchange, plataforma software libre de colaboración inteligente con interfaz web Ajax.
- Scalix, alternativa software libre a Microsoft Exchange con interfaz web Ajax.
- SharePoint (K3x) Software de Microsoft, para la colaboración e interacción en equipo para los ambientes Internet, Intranet y Extranet, incluye BI-Inteligencia de negocios, chat, foros e interacción de correo, blogs entre muchas otras funcionalidades.
- TribalOS Plataforma de colaboración basada en Jquery, disponible a través de un sistema de suscripción.
- Google Apps Es un conjunto de programas basados en Web para crear documentos en línea con la posibilidad de colaborar en grupo. Incluye un Procesador de textos, una Hoja de cálculo, Programa de presentación básico y un editor de formularios destinados a encuestas. Pueden ser gratuitos en determinadas condiciones.
- Yammer Yammer es una red social empresarial. Adquirida por Microsoft y ofrecida sola gratuitamente o con mayor funcionalidad en conjunto con Sharepoint o Office365. www.yammer.com
- Jamespot Software colaborativo para empresas www.jamespot.es
- Etherpad Etherpad es un editor web basado en la colaboración en tiempo real, lo que permite a varios autores editar simultáneamente un documento de texto
- JCMS software colaborativo más completo, desarrollado comeplto por el mismo equipo lo que le da muchas más consitencia técnica y facilidad de manejo e integraciones. www.jalios.com
- Zentyal es una solución de correo electrónico y groupware de código abierto, compatible de forma nativa con Microsoft Outlook®